# Phaeochrous pletus
Phaeochrous pletus är en skalbaggsart som beskrevs av Kuijten 1978. Phaeochrous pletus ingår i släktet Phaeochrous och familjen Hybosoridae. Inga underarter finns listade i Catalogue of Life.